# The Line (estúdio de animação)
The Line, LLP é um estúdio de animação independente com sede em Londres, Inglaterra. Especializada em animação 2D, fundada em 2013 por uma equipe de seis animadores: Sam Taylor, Wesley Louis, Bjorn-Erik Aschim, James Duveen, Max Taylor, e Tim McCourt.

## Visão geral
O primeiro filme da The Line juntos foi o curta de animação “Everything I Can See From Here”, indicado ao prêmio British Short Animation BAFTA em 2014. O estúdio conhecido por seu trabalho com a banda virtual britânica Gorillaz e o videoclipe de Humility em 2018.

## Filmografia

### Web séries
- ‘’Song Machine’’

### Videoclipes
| Ano  | Artista                    | Título da Música |
| ---- | -------------------------- | ---------------- |
| 2010 | N.A.S.A.                   | “Strange Enough" |
| 2013 | Porter Robinson and Mat Zo | "Easy"           |
| 2018 | Gorillaz                   | "Humility"       |
| 2019 | True Damage                | "Giants"         |